# 金曜チェック
金曜チェック（きんようチェック）は、1985年10月から1988年4月1日まで、テレビ朝日の報道番組『ニュースステーション』「金曜版」の中で放送されたコーナー企画である。

## 概要
同番組は毎週月曜 - 木曜は硬派路線の報道番組だが、金曜日の22時台は『必殺シリーズ』などの朝日放送制作枠であったため23時からの開始であり、遅い時間の開始ということもあり通常のニュースにプラスしてゲストを交えたバラエティ色の強い内容を展開した。
このコーナーはその中の一つで、毎回あるテーマ（タイトルは「あなたの○○度チェック!!」　○○のところに毎週のテーマが入る）に沿ってそれに関連した1問1答の○×形式で質問に答えるミニコントドラマVTRが流れるもので、全問の回答終了後の回答数によってその人の性格がわかるという心理ゲーム的要素も絡ませており、毎回ゲストの回答をネタに久米が話をふくらませていた。金曜チェック後にストレートニュースを読む小宮悦子を呼び出す際、事前にチェックした小宮の回答結果を振ることもあった。
このコーナーは大反響を呼び、同じような「○○チェック」の言葉や企画が各地で流行した。また、放送のチェック項目に簡単な解説をつけた『久米宏の金曜チェック』という本まで角川書店から発売され、結果的に3冊のシリーズとなった。またミニコントVTR自体も発売された（ゲストとの絡みは未収録）。
なお、前出のミニドラマ（ミニコント）は、劇団「夢の遊眠社」の劇団員によって演じられていた（但し、野田秀樹の出演はない）。中には25項目目のみ生放送のもの（「アブナイ度」）まで出た（この25項目目ではゲストや観客も映っていたため、前述のVTRではこの25項目目のみ撮り直された）。
放送していくうち、全国各地のご当地チェックである『さすらいの金曜チェック』という派生企画も誕生した（『久米宏の金曜チェック』では「さすらい編」と題されていた）。『金曜チェック』とは別建てで、項目も15項目しかなかったが、有名な観光や風土のネタだけでなく通常地元民しか分からないネタも数多く入れられ、こちらも好評であった。なおこちらは本家と違ってコーナーオープニングのナレーションとBGMが毎回同一であり、BGMに森進一「望郷」のイントロが使われていた。
1987年9月30日には派生番組『チェック・ザ・ステーション』の宣伝を兼ね、当番組をベースにした改編期特番『チェック・ザ・新番組 秋だ!まつりだ!オールスター大集合』を放送した。司会はタモリと朝岡聡（当時テレビ朝日アナウンサー）で、『Nステ』の久米宏キャスターも出演した。だがこれを以て、『オールスター番組対抗ボウリング大会』などを輩出したテレビ朝日改編期特番はしばらく中断する。
朝日放送が金曜22時台の制作から撤退し『ニュースステーション』が金曜日も22時開始になった事に伴い金曜版自体が終了することになったため終了した。金曜版は最後の2回で終了スペシャルを放送することにしていたが、その初回の1988年3月25日放送が臨時ニュースに伴い金曜版を急遽取りやめたこともあり、最終回の4月1日（22時からの放送）は豪華二本立ての金曜チェックとなった。
放送開始当時、報道バラエティという分野が定着せず低視聴率にあえいでいた同番組において、週末の息抜きとしての知名度を向上させ、フィリピン政変で安定的視聴率をとるようになるまでの延命要因のひとつと評価できる。

## 書籍
- 久米宏の金曜チェック 大ブームをまきおこした元祖自己診断の本

1986年12月、角川書店より「Kadokawa books」シリーズの一冊として発行。著者：ニュースステーション制作班。ISBN 4047060291
1988年2月、角川書店より「角川文庫」シリーズの一冊として文庫化（タイトルは『久米宏の金曜チェック 第1集』）。ISBN 4041721016
- 久米宏の金曜チェック 第2集

1987年7月、角川書店より「Kadokawa books」シリーズの一冊として発行。著者：ニュースステーション制作班。ISBN 4047060380
1988年3月、角川書店より「角川文庫」シリーズの一冊として文庫化。ISBN 4041721024
- 久米宏の金曜チェック 第3集

1988年3月、角川書店より「Kadokawa books」シリーズの一冊として発行。著者：ニュースステーション制作班。ISBN 404706047X
1989年1月、角川書店より「角川文庫」シリーズの一冊として文庫化。ISBN 4041721032